# Liste des titres cardinalices
Pour un article plus général, voir Titre cardinalice.
La liste des titres cardinalices toujours attribués comporte 7 diocèses suburbicaires, 175 paroisses et 71 diaconies, dont les titulaires sont respectivement cardinaux-évêques, cardinaux-prêtres et cardinaux-diacres.

## Diocèse suburbicaire: cardinal-évêque
| Titre                                         | Créé depuis | Cardinal en titre    | Église                                          |
| --------------------------------------------- | ----------- | -------------------- | ----------------------------------------------- |
| Diocèse suburbicaire d'Albano                 | IVe siècle  | Luis Antonio Tagle   | Cathédrale San Pancrazio (Albano)               |
| Diocèse suburbicaire de Frascati              | IIIe siècle | Tarcisio Bertone     | Cathédrale San Pietro (Frascati)                |
| Diocèse suburbicaire d'Ostie                  | 1914        | Giovanni Battista Re | Basilique Sant'Aurea                            |
| Diocèse suburbicaire de Palestrina            | IVe siècle  | José Saraiva Martins | Cathédrale Sant'Agapito Martire                 |
| Diocèse suburbicaire de Porto-Santa Rufina    | IIIe siècle | Beniamino Stella     | Cathédrale Sacri Cuori di Gesù e Maria          |
| Diocèse suburbicaire de Sabina-Poggio Mirteto | VIe siècle  | Giovanni Battista Re | Cathédrale Santa Maria Assunta (Poggio Mirteto) |
| Diocèse suburbicaire de Velletri-Segni        | Ve siècle   | Francis Arinze       | Cathédrale San Clemente (Velletri)              |

## Paroisse: cardinal-prêtre
| Titre                                                             | Créé depuis | Cardinal en titre                   | Église                                                                        |
| ----------------------------------------------------------------- | ----------- | ----------------------------------- | ----------------------------------------------------------------------------- |
| Beata Vergine Maria Addolorata a Piazza Buenos Aires              | 1967        | Vacance                             | Église Santa Maria Addolorata a piazza Buenos Aires                           |
| Beata Vergine Maria del Monte Carmelo a Mostacciano               | 1988        | Anthony Olubunmi Okogie             | Église Santa Maria del Carmelo (it)                                           |
| Gesù Divin Lavoratore                                             | 1969        | Christoph Schönborn                 | Église Gesù Divino Lavoratore (it)                                            |
| Gesù Divin Maestro alla Pineta Sacchetti                          | 1969        | Roberto Repole                      | Église du Seigneur-Jésus-Divin-Maître (it)                                    |
| Gran Madre di Dio                                                 | 1965        | Angelo Bagnasco                     | Église Gran Madre di Dio de Rome                                              |
| Immacolata al Tiburtino                                           | 1969        | Raymundo Damasceno Assis            | Église Santa Maria Immacolata e San Giovanni Berchmans                        |
| Immacolata Concezione di Maria a Grottarossa                      | 1985        | Wilton Gregory                      | Église Santa Maria Immacolata a Grottarossa (it)                              |
| Natività di Nostro Signore Gesù Cristo a Via Gallia               | 1969        | Audrys Juozas Bačkis                | Église de la Nativité-de-Notre-Seigneur-Jésus-Christ de Rome                  |
| Nostra Signora de La Salette                                      | 1957        | Polycarp Pengo                      | Église Nostra Signora de La Salette                                           |
| Nostra Signora del Santissimo Sacramento e Santi Martiri Canadesi | 1965        | Patrick D'Rozario                   | Église Notre-Dame-du-Très-Saint-Sacrement-et-Saints-Martyrs-Canadiens de Rome |
| Nostra Signora di Guadalupe a Monte Mario                         | 1969        | Timothy Dolan                       | Église Nostra Signora di Guadalupe a Monte Mario (it)                         |
| Nostra Signora di Guadalupe e San Filippo Martire in Via Aurelia  | 1991        | Juan Sandoval Íñiguez               | Basilique Nostra Signora di Guadalupe e San Filippo in Via Aurelia (it)       |
| Preziosissimo Sangue di Nostro Signore Gesù Cristo                | 2007        | John Njue                           | Église du Très-Précieux-Sang-de-Notre-Seigneur-Jésus-Christ de Rome           |
| Regina Apostolorum                                                | 1965        | John Tong Hon                       | Basilique Santa Maria Regina degli Apostoli alla Montagnola                   |
| Sant'Agnese fuori le mura                                         | 1654        | Camillo Ruini                       | Basilique Sant'Agnese fuori le Mura                                           |
| Sant'Alberto Magno                                                | 2016        | Virgilio do Carmo da Silva          | Basilique Sant'Alberto Magno                                                  |
| Santi Ambrogio e Carlo                                            | 1967        | Claudio Gugerotti                   | Basilique Santi Ambrogio e Carlo al Corso                                     |
| Sainte-Anastasie                                                  | 499         | Vacance                             | Basilique Sainte-Anastasie                                                    |
| Saint-André du Quirinal                                           | 1998        | Odilo Scherer                       | Église Sant'Andrea al Quirinale                                               |
| Sant'Andrea della Valle                                           | 1960        | Dieudonné Nzapalainga               | Église Sant'Andrea della Valle                                                |
| Sant'Andrea delle Fratte                                          | 1960        | Ennio Antonelli                     | Basilique Sant'Andrea delle Fratte                                            |
| Santi Andrea e Gregorio al Monte Celio                            | 1839        | Francesco Montenegro                | Église San Gregorio al Celio                                                  |
| Sant'Angela Merici                                                | 2014        | Sigitas Tamkevičius                 | Église Sant'Angela Merici (it)                                                |
| Sant'Antonio da Padova a Via Merulana                             | 1960        | Américo Alves Aguiar                | Église Sant'Antonio da Padova all'Esquilino                                   |
| Sant'Antonio da Padova in Via Tuscolana                           | 1973        | Jean Zerbo                          | Église Santi Antonio da Padova e Annibale Maria                               |
| Sant'Antonio in Campo Marzio                                      | 2001        | Manuel do Nascimento Clemente       | Église Sant'Antonio in Campo Marzio                                           |
| Saints-Apôtres                                                    | 112         | Angelo Scola                        | Basilique des Saints-Apôtres                                                  |
| Santi Aquila e Priscilla                                          | 1994        | Juan de la Caridad García Rodríguez | Église Santi Aquila e Priscilla (it)                                          |
| Sant'Atanasio                                                     | 1962        | Lucian Mureșan                      | Église Sant'Atanasio dei Greci                                                |
| Sant'Atanasio a Via Tiburtina                                     | 1991        | Gabriel Zubeir Wako                 | Église Sant'Atanasio a Via Tiburtina                                          |
| Saint-Augustin                                                    | 1587        | Jean-Pierre Ricard                  | Basilique Sant'Agostino in Campo Marzio                                       |
| Sainte-Balbine                                                    | 600         | Péter Erdõ                          | Église Sainte-Balbine de Rome                                                 |
| Saint-Barthélemy-en-l'Île                                         | 1517        | Blase Cupich                        | Basilique Saint-Barthélemy-en-l'Île                                           |
| Sainte Bernadette Soubirous                                       | 2023        | Ángel Sixto Rossi                   | Eglise Santa Bernadette Soubirous                                             |
| San Bernardo alle Terme                                           | 1670        | George Alencherry                   | Église San Bernardo alle Terme                                                |
| San Bonaventura da Bagnoregio                                     | 2018        | Joseph Coutts                       | Église San Bonaventura al Palatino                                            |
| Saints-Boniface-et-Alexis                                         | 1587        | Paulo Cezar Costa                   | Basilique des Saints-Boniface-et-Alexis                                       |
| San Callisto                                                      | 1517        | Willem Jacobus Eijk                 | Église Saint-Calixte                                                          |
| San Camillo de Lellis agli Orti Sallustiani                       | 1965        | Juan Luis Cipriani Thorne           | Basilique San Camillo de Lellis                                               |
| Sainte-Cécile-du-Trastevere                                       | IVe siècle  | Gualtiero Bassetti                  | Église Sainte-Cécile-du-Trastevere                                            |
| Santa Chiara a Vigna Clara                                        | 1969        | Vinko Puljic                        | Église Santa Chiara a Vigna Clara (it)                                        |
| Santi Cirillo e Metodio                                           | 2023        | Grzegorz Ryś                        | Eglise Saints Cyrille et Méthode (it)                                         |
| San Crisogono                                                     | 112         | Andrew Yeom Soo jung                | Basilique San Crisogono                                                       |
| Saint-Clément                                                     | Ve siècle   | Arrigo Miglio                       | Basilique Saint-Clément-du-Latran                                             |
| Saint-Corbinien                                                   | 2010        | Reinhard Marx                       | Église San Corbiniano (it)                                                    |
| Sainte-Croix-de-Jérusalem                                         | 600         | Juan José Omella                    | Basilique Sainte-Croix-de-Jérusalem                                           |
| Santa Croce in via Flaminia                                       | 1965        | Sérgio da Rocha                     | Basilique Santa Croce a Via Flaminia                                          |
| Sacro Cuore di Gesù agonizzante a Vitinia                         | 1969        | Jean-Paul Vesco                     | Église du Sacré-Cœur de Jésus en agonie                                       |
| Sacro Cuore di Maria                                              | 1965        | Julius Riyadi Darmaatmadja          | Basilique Sacro Cuore Immacolato di Maria                                     |
| Sacri Cuori di Gesù e Maria a Tor Fiorenza                        | 2015        | Edoardo Menichelli                  | Église Sacri Cuori di Gesù e Maria (it)                                       |
| Santa Dorotea                                                     | 2014        | Jorge Jiménez Carvajal              | Église Santa Dorotea                                                          |
| Sant'Egidio                                                       | 2019        | Matteo Maria Zuppi                  | Église Sant'Egidio                                                            |
| Santa Emerenziana a Tor Fiorenza                                  | 1973        | Jean-Pierre Kutwa                   | Église Santa Emerenziana (it)                                                 |
| Saint-Étienne-le-Rond                                             | Ve siècle   | Friedrich Wetter                    | Église Saint-Étienne-le-Rond                                                  |
| Saint-Eusèbe                                                      | Ve siècle   | Daniel DiNardo                      | Église Sant'Eusebio                                                           |
| Santi Fabiano e Venanzio a Villa Fiorelli                         | 1973        | Carlos Aguiar Retes                 | Église Santi Fabiano e Venanzio                                               |
| Santa Famiglia di Nazareth a Centocelle                           | 2024        | Luis Cabrera Herrera                | Église Santa Famiglia di Nazareth a Centocelle                                |
| San Felice da Cantalice a Centocelle                              | 1969        | Vacance                             | Église San Felice da Cantalice (it)                                           |
| San Francesco d'Assisi a Ripa Grande                              | 1960        | Norberto Rivera Carrera             | Église San Francesco a Ripa                                                   |
| San Francesco d'Assisi ad Acilia                                  | 2001        | Wilfrid Fox Napier                  | Église San Francesco d'Assisi ad Acilia (en)                                  |
| San Frumenzio ai Prati Fiscali                                    | 1988        | Robert McElroy                      | Église San Frumenzio ai Prati Fiscali (it)                                    |
| San Gabriele dell'Addolorata                                      | 2015        | Júlio Duarte Langa                  | Église San Gabriele dell'Addolorata                                           |
| San Gabriele Arcangelo all'Acqua Traversa                         | 1988        | Fridolin Ambongo Besungu            | Église San Gabriele Arcangelo (it)                                            |
| San Gaetano                                                       | 2023        | Diego Padrón Sánchez                | Chiesa di San Gaetano                                                         |
| Santa Galla                                                       | 2015        | Daniel Fernando Sturla Berhouet     | Église Santa Galla (it)                                                       |
| Santa Gemma Galgani                                               | 2023        | Stephen Ameyu Martin Mulla          | Église Santa Gemma Galgani (it)                                               |
| San Gerardo Maiella                                               | 1994        | Rubén Salazar Gómez                 | Église San Gerardo Maiella (it)                                               |
| San Gioacchino ai Prati di Castello                               | 1960        | Leopoldo José Brenes Solórzano      | Église San Gioacchino in Prati                                                |
| Santi Gioacchino e Anna al Tuscolano                              | 1988        | Toribio Ticona Porco                | Église Santi Gioacchino e Anna (it)                                           |
| San Giacomo in Augusta                                            | 2014        | Chibly Langlois                     | Église San Giacomo in Augusta                                                 |
| Santa Giovanna Antida Thouret                                     | 2024        | Dominique Mathieu                   | Église Santa Giovanna Antida Thouret                                          |
| San Giovanni a Porta Latina                                       | 1517        | Adalberto Martínez Flores           | Église San Giovanni a Porta Latina                                            |
| San Giovanni Battista de La Salle                                 | 2023        | Chow Sau-yan                        | Église San Giovanni Battista de La Salle                                      |
| San Giovanni Battista de' Rossi                                   | 1969        | John Ribat                          | Église San Giovanni Battista de Rossi                                         |
| San Giovanni Battista dei Fiorentini                              | 1960        | Giuseppe Petrocchi                  | Église San Giovanni Battista dei Fiorentini                                   |
| San Giovanni Crisostomo a Monte Sacro Alto                        | 1969        | Jean-Claude Hollerich               | Église San Giovanni Crisostomo (it)                                           |
| San Giovanni Evangelista a Spinaceto                              | 1985        | Álvaro Leonel Ramazzini Imeri       | Église San Giovanni Evangelista a Spinaceto                                   |
| Santi Giovanni Evangelista e Petronio                             | 1985        | Baltazar Porras Cardozo             | Église Santi Giovanni Evangelista e Petronio                                  |
| San Giovanni Leonardi                                             | 2024        | Tarcisio Isao Kikuchi               | Église San Giovanni Leonardi (it)                                             |
| San Giovanni Maria Vianney                                        | 2012        | Rainer Woelki                       | Église San Giovanni Maria Vianney (it)                                        |
| San Girolamo a Corviale                                           | 2015        | Luis Héctor Villalba                | Église San Girolamo a Corviale (it)                                           |
| San Girolamo dei Croati                                           | 1566        | Josip Bozanić                       | Église San Girolamo dei Croati                                                |
| San Giuda Taddeo Apostolo                                         | 2020        | Giorgio Marengo                     | Église San Giuda Taddeo Apostolo                                              |
| San Giuseppe all'Aurelio                                          | 1991        | Gérald Cyprien Lacroix              | Église San Giuseppe all'Aurelio                                               |
| San Giuseppe da Copertino                                         | 2015        | José Luis Lacunza Maestrojuán       | Église San Giuseppe da Copertino (it)                                         |
| San Giustino                                                      | 2003        | Jean-Baptiste Pham Minh Mân         | Église San Giustino (it)                                                      |
| San Gregorio Barbarigo alle Tre Fontane                           | 1973        | Désiré Tsarahazana                  | Église San Gregorio Barbarigo (it)                                            |
| San Gregorio Magno alla Magliana Nuova                            | 2001        | Jaime Spengler                      | Église San Gregorio Magno alla Magliana Nuova (it)                            |
| San Gregorio VII                                                  | 1969        | Baselios Cleemis                    | Église San Gregorio VII (it)                                                  |
| Sant'Ippolito                                                     | 2015        | John Atcherley Dew                  | Église Sant'Ippolito (it)                                                     |
| Sant'Ireneo a Centocelle                                          | 2015        | Charles Maung Bo                    | Église Saint-Irénée à Centocelle (it)                                         |
| Saint-Jean-Saint-Paul                                             | Ve siècle   | Jozef De Kesel                      | Basilique Saints-Jean-et-Paul                                                 |
| San Leonardo da Porto Maurizio ad Acilia                          | 2016        | Leonardo Ulrich Steiner             | Église San Leonardo da Porto Maurizio ad Acilia                               |
| San Leone I                                                       | 1965        | Cristóbal López Romero              | Église San Leone I                                                            |
| San Liborio                                                       | 2001        | Peter Kodwo Appiah Turkson          | Église San Liborio                                                            |
| San Lorenzo in Damaso                                             | 112         | Antonio María Rouco Varela          | Église San Lorenzo in Damaso                                                  |
| San Lorenzo in Lucina                                             | 112         | Albert Malcolm Ranjith              | Basilique San Lorenzo in Lucina                                               |
| San Lorenzo in Panisperna                                         | 1517        | Michael Michai Kitbunchu            | Église San Lorenzo in Panisperna                                              |
| Saint-Louis-des-Français                                          | 1967        | Vacance                             | Église Saint-Louis-des-Français de Rome                                       |
| San Luca a Via Prenestina                                         | 1969        | Luis José Rueda Aparicio            | Église San Luca Evangelista (it)                                              |
| Santa Lucia a Piazza d'Armi                                       | 1973        | Théodore-Adrien Sarr                | Église Santa Lucia a Piazza d'Armi (it)                                       |
| San Luigi Grignion de Montfort                                    | 1991        | Felipe Arizmendi Esquivel           | Église San Luigi Grignion de Montfort (it)                                    |
| Santi Marcellino e Pietro                                         | IIe siècle  | Dominik Duka                        | Église Santi Marcellino e Pietro al Laterano                                  |
| San Marcello                                                      | 304         | Giuseppe Betori                     | Église Saint-Marcel al Corso                                                  |
| San Marco                                                         | 336         | Angelo De Donatis                   | Basilique San Marco Evangelista al Campidoglio                                |
| San Marco in Agro Laurentino                                      | 1973        | Domenico Battaglia                  | Église San Marco Evangelista in Agro Laurentino (it)                          |
| Santa Maria Addolorata                                            | 2015        | Francis Xavier Kriengsak Kovitvanit | Église Santa Maria Addolorata (it)                                            |
| Santa Maria ai Monti                                              | 1960        | Jean-Marc Aveline                   | Église Santa Maria ai Monti                                                   |
| Santa Maria Assunta e San Giuseppe a Primavalle                   | 2024        | Baldassare Reina                    | Église Santa Maria Assunta e San Giuseppe a Primavalle (it)                   |
| Santa Maria Causa Nostræ Lætitiæ                                  | 2023        | Sebastian Francis                   | Église Santa Causa Nostræ Lætitiæ (it)                                        |
| Santa Maria Consolatrice al Tiburtino                             | 1969        | Philippe Ouédraogo                  | Église Santa Maria Consolatrice (it)                                          |
| Santa Maria degli Angeli                                          | 1565        | Anders Arborelius                   | Basilique Sainte-Marie-des-Anges-et-des-Martyrs                               |
| Santa Maria del Buon Consiglio                                    | 2020        | Francisco Javier Errázuriz Ossa     | Église Santa Maria del Buon Consiglio a Porta Furba                           |
| Santa Maria della Pace                                            | 1587        | Augusto Paolo Lojudice              | Église Sainte-Marie de la Paix                                                |
| Santa Maria della Presentazione                                   | 2007        | Francisco Robles Ortega             | Église Santa Maria della Presentazione                                        |
| Santa Maria della Salute a Primavalle                             | 1969        | Frank Leo                           | Église Santa Maria della Salute a Primavalle (it)                             |
| Santa Maria della Speranza                                        | 2001        | Óscar Andrés Rodríguez Maradiaga    | Église Santa Maria della Speranza                                             |
| Santa Maria della Vittoria                                        | 1801        | Sean Patrick O'Malley               | Église Santa Maria Della Vittoria de Rome                                     |
| Santa Maria delle Grazie a Casal Boccone                          | 2024        | Carlos Castillo Mattasoglio         | Église Santa Maria delle Grazie a Casal Boccone                               |
| Santa Maria delle Grazie a Via Trionfale                          | 1985        | Joseph Tobin                        | Église Santa Maria delle Grazie al Trionfale                                  |
| Santa Maria del Popolo                                            | 1587        | Stanisław Dziwisz                   | Église Sainte-Marie-du-Peuple                                                 |
| Santa Maria Domenica Mazzarello                                   | 2001        | Stephen Brislin                     | Église Santa Maria Domenica Mazzarello (it)                                   |
| Santa Maria Immacolata di Lourdes a Boccea                        | 1985        | François-Xavier Bustillo            | Église Santa Maria Immacolata di Lourdes (it)                                 |
| Sainte-Marie d'Aracœli                                            | 1517        | Salvatore De Giorgi                 | Basilique Sainte-Marie d'Aracœli                                              |
| Santa Maria in Monserrato degli Spagnoli                          | 2003        | José Cobo Cano                      | Église Santa Maria in Monserrato degli Spagnoli                               |
| Santa Maria in Montesanto                                         | 2023        | Protase Rugambwa                    | Basilique Santa Maria in Montesanto                                           |
| Santa Maria in Traspontina                                        | 1587        | Marc Ouellet                        | Église Santa Maria in Traspontina                                             |
| Sainte-Marie-du-Trastevere                                        | 112         | Carlos Osoro Sierra                 | Basilique Sainte-Marie-du-Trastevere                                          |
| Santa Maria in Vallicella                                         | 1937        | Ricardo Blázquez Pérez              | Chiesa Nuova                                                                  |
| Santa Maria in Via                                                | 1551        | Filipe do Rosário Ferrão            | Église Santa Maria in Via                                                     |
| Santa Maria Maddalena in Campo Marzio                             | 2024        | Vicente Bokalic Iglic               | Église Santa Maria Maddalena                                                  |
| Santa Maria Madre della Provvidenza a Monte Verde                 | 1969        | Orani João Tempesta                 | Église Santa Maria Madre della Provvidenza (it)                               |
| Santa Maria Madre del Redentore a Tor Bella Monaca                | 1988        | Joseph Zen                          | Église Santa Maria Madre del Redentore (it)                                   |
| Santa Maria Nuova                                                 | 1887        | Vacance                             | Basilique Santa Francesca Romana                                              |
| Santa Maria "Regina Mundi" a Torre Spaccata                       | 1988        | Orlando Quevedo                     | Église Santa Maria Regina Mundi (it)                                          |
| Santa Maria "Regina Pacis" a Monte Verde                          | 1969        | Oscar Cantoni                       | Église Santa Maria Regina Pacis (it)                                          |
| Santa Maria "Regina Pacis" in Ostia mare                          | 1973        | William Goh                         | Église Santa Maria Regina Pacis                                               |
| Santa Maria sopra Minerva                                         | 1557        | Antonio dos Santos Marto            | Basilique de la Minerve                                                       |
| Santa Maria Stella Maris                                          | 2024        | Ladislav Nemet                      | Église Santa Maria Stella Maris                                               |
| Santi Mario e Compagni Martiri                                    | 2024        | Ignace Bessi Dogbo                  | Église Santi Mario e Compagni Martiri                                         |
| Santi Martiri dell'Uganda a Poggio Ameno                          | 1988        | Peter Ebere Okpaleke                | Église Santi Martiri dell'Uganda a Poggio Ameno                               |
| San Mauro Abate                                                   | 2024        | Fernando Chomalí                    | Église San Mauro Abate                                                        |
| Santi Nereo e Achilleo                                            | 112         | Celestino Aós Braco                 | Église Santi Nereo e Achilleo (Titulus Fasciolae)                             |
| Santissimo Nome di Maria a Via Latina                             | 1985        | Gaudencio Rosales                   | Église Santissimo Nome di Maria                                               |
| Saint-Onuphre-du-Janicule                                         | 1517        | Pierbattista Pizzaballa             | Église Sant'Onofrio au Janicule                                               |
| San Pancrazio fuori le mura                                       | 1517        | Antonio Cañizares Llovera           | Basilique Saint-Pancrace                                                      |
| San Paolo della Croce a Corviale                                  | 1985        | Oswald Gracias                      | Église San Paolo della Croce                                                  |
| Santa Paola Romana                                                | 2015        | Soane Patita Paini Mafi             | Église Sainte-Paule (Rome) (it)                                               |
| San Patrizio                                                      | 1965        | Thomas Christopher Collins          | Église San Patrizio a Villa Ludovisi                                          |
| Saint-Pierre-aux-Liens                                            | 490         | Donald Wuerl                        | Basilique Saint-Pierre-aux-Liens                                              |
| San Pietro in Montorio                                            | 1587        | James Francis Stafford              | Église San Pietro in Montorio                                                 |
| Santi Pietro e Paolo a Via Ostiense                               | 1965        | Pedro Barreto                       | Basilique Saints-Pierre-et-Paul                                               |
| San Pio X alla Balduina                                           | 1969        | Nicolás de Jesús López Rodríguez    | Église Saint-Pie-X (it)                                                       |
| San Policarpo                                                     | 2015        | Alberto Suárez Inda                 | Église San Policarpo                                                          |
| Sainte Praxède                                                    | 112         | Paul Poupard                        | Basilique Santa Prassede                                                      |
| Santa Prisca                                                      | 112         | Justin Francis Rigali               | Église Santa Prisca                                                           |
| Santi Protomartiri a Via Aurelia Antica                           | 1969        | Anthony Poola                       | Église Santi Protomartiri Romani (it)                                         |
| Santa Pudenziana                                                  | 112         | Thomas Aquinas Manyo Maeda          | Basilique Santa Pudenziana                                                    |
| Quatre-Saints-Couronnés                                           | Ve siècle   | Roger Michael Mahony                | Basilique des Quatre-Saints-Couronnés                                         |
| Santi Quirico e Giulitta                                          | 1587        | Seán Baptist Brady                  | Église Santi Quirico e Giulitta                                               |
| Santissimo Redentore a Val Melaina                                | 1994        | Ricardo Ezzati Andrello             | Église Santissimo Redentore a Val Melaina                                     |
| Santissimo Redentore e Sant'Alfonso in Via Merulana               | 1960        | Vincent Nichols                     | Église Sant'Alfonso all'Esquilino                                             |
| San Roberto Bellarmino                                            | 1969        | Mario Aurelio Poli                  | Église San Roberto Bellarmino                                                 |
| San Romano Martire                                                | 2015        | Berhaneyesus Demerew Souraphiel     | Église San Romano Martire (it)                                                |
| Sainte-Sabine de Rome                                             | 423         | Vacance                             | Église Sainte-Sabine de Rome                                                  |
| Santissimo Sacramento a Tor de' Schiavi                           | 2017        | Gregorio Rosa Chávez                | Église Santissimo Sacramento a Tor de' Schiavi (it)                           |
| San Saturnino                                                     | 2003        | John Onaiyekan                      | Église San Saturnino (it)                                                     |
| San Sebastiano alle Catacombe                                     | 1960        | Lluís Martínez Sistach              | Basilique Saint-Sébastien-hors-les-Murs                                       |
| Santi Silvestro e Martino ai Monti                                | 314         | Kazimierz Nycz                      | Basilique San Martino ai Monti                                                |
| San Silvestro in Capite                                           | 1517        | Louis-Marie Ling Mangkhanekhoun     | Basilique San Silvestro in Capite                                             |
| Santa Silvia                                                      | 2001        | Janis Pujats                        | Église Santa Silvia (it)                                                      |
| Santi Simone e Giuda Taddeo a Torre Angela                        | 2014        | Pietro Parolin                      | Église Santi Simone e Giuda Taddeo                                            |
| San Sisto                                                         | Ve siècle   | Antoine Kambanda                    | Basilique San Sisto Vecchio                                                   |
| Santa Sofia a via Boccea                                          | 1985        | Mykola Bychok                       | Église Santa Sofia a via Boccea                                               |
| Santa Susanna                                                     | 112         | Vacance                             | Église Santa Susanna                                                          |
| Santa Teresa al Corso d'Italia                                    | 1962        | Maurice Piat                        | Basilique Santa Teresa d'Avila                                                |
| San Timoteo                                                       | 2015        | Arlindo Gomes Furtado               | Église San Timoteo (it)                                                       |
| San Tommaso Apostolo                                              | 2015        | Pierre Nguyên Van Nhon              | Église San Tommaso Apostolo ad Infernetto                                     |
| Sainte-Trinité-des-Monts                                          | 1587        | Philippe Barbarin                   | Église et abbaye de la Trinité-des-Monts                                      |
| Sant'Ugo                                                          | 1994        | Emmanuel Wamala                     | Église Sant'Ugo (it)                                                          |
| San Vigilio                                                       | 2020        | Jose Advincula                      | Église San Vigilio                                                            |
| Santi Vitale, Valeria, Gervasio e Protasio                        | Ve siècle   | Adam Joseph Maida                   | Basilique San Vitale de Rome                                                  |
| Spirito Santo alla Ferratella                                     | 1988        | Ignatius Suharyo Hardjoatmodjo      | Église Spirito Santo alla Ferratella                                          |
| Trasfigurazione di Nostro Signore Gesù Cristo                     | 2001        | Pablo Virgilio David                | Église della Trasfigurazione di Nostro Signore Gesù Cristo (it)               |

## Diaconie: cardinal-diacre
| Titre                                                          | Créé depuis   | Cardinal en titre                                            | Église                                                 |
| -------------------------------------------------------------- | ------------- | ------------------------------------------------------------ | ------------------------------------------------------ |
| Annunciazione della Beata Vergine Maria a Via Ardeatina        | 1965          | Domenico Calcagno (titre presbytéral "pro hac vice")         |                                                        |
| Dio Padre misericordioso                                       | 2001          | Crescenzio Sepe (titre presbytéral "pro hac vice")           | Église Dio Padre Misericordioso                        |
| Gesù Buon Pastore alla Montagnola                              | 1985          | Lazarus You Heung-sik                                        | Église Gesù Buon Pastore                               |
| Nostra Signora del Sacro Cuore                                 | 1965          | Kurt Koch                                                    | Église Nostra Signora del Sacro Cuore                  |
| Nostra Signora di Coromoto in San Giovanni di Dio              | 1985          | Fernando Filoni                                              | Église Nostra Signora di Coromoto                      |
| Ognissanti in Via Appia Nuova                                  | 1969          | Walter Kasper (titre presbytéral "pro hac vice")             | Église Ognissanti                                      |
| Sant'Agata dei Goti                                            | VIIIe siècle  | Raymond Leo Burke                                            | Église Sant'Agata dei Goti                             |
| Sainte-Agnès en Agone                                          | 1517          | Gerhard Ludwig Müller (titre presbytéral "pro hac vice")     | Église Sainte-Agnès en Agone                           |
| Sant'Angelo in Pescheria                                       | 755           | Vacance                                                      | Église Sant'Angelo in Pescheria                        |
| Santi Angeli Custodi a Città Giardino                          | 1965          | Angelo Acerbi                                                | Église Santi Angeli Custodi                            |
| Sant'Anselmo all'Aventino                                      | 1985          | Lorenzo Baldisseri (titre presbytéral "pro hac vice")        | Église de Sant'Anselmo all'Aventino                    |
| Sant'Antonio di Padova a Circonvallazione Appia                | 2012          | George Koovakad                                              | Église Sant'Antonio da Padova a Circonvallazione Appia |
| Sant'Apollinare alle Terme Neroniane-Alessandrine              | 1517          | Raniero Cantalamessa                                         | Basilique Saint Apollinaire                            |
| San Benedetto fuori Porta San Paolo                            | 1988          | Christophe Pierre                                            | Église San Benedetto                                   |
| Santi Biagio e Carlo ai Catinari                               | 1959          | Leonardo Sandri (titre presbytéral "pro hac vice")           | Église San Carlo ai Catinari                           |
| San Cesareo in Palatio                                         | 1600          | Antonio Maria Vegliò (titre presbytéral "pro hac vice")      | Église San Cesareo de Appia                            |
| Santi Cosma e Damiano                                          | VIIIe siècle  | Mario Grech                                                  | Basilique Santi Cosma e Damiano                        |
| Sacro Cuore di Cristo Re                                       | 1965          | Stanisław Ryłko (titre presbytéral "pro hac vice")           | Basilique Sacro Cuore di Cristo Re                     |
| Sacro Cuore di Gesù a Castro Pretorio                          | 1965          | Giuseppe Versaldi (titre presbytéral "pro hac vice")         | Basilique Sacro Cuore di Gesù                          |
| San Domenico di Guzman                                         | 2012          | Manuel Monteiro de Castro (titre presbytéral "pro hac vice") | Église San Domenico di Guzman                          |
| Santi Domenico e Sisto                                         | 2003          | José Tolentino Mendonça                                      | Église Santi Domenico e Sisto                          |
| Sant'Elena fuori Porta Prenestina                              | 1985          | João Bráz de Aviz (titre presbytéral "pro hac vice")         | Église Sant'Elena                                      |
| Sant'Eugenio                                                   | 1960          | Julián Herranz Casado (titre presbytéral "pro hac vice")     | Église Sant'Eugenio                                    |
| Sant'Eustachio                                                 | 600           | Rolandas Makrickas                                           | Basilique Sant'Eustachio                               |
| San Filippo Neri in Eurosia                                    | 1967          | Fabio Baggio                                                 | Église San Filippo Neri in Eurosia                     |
| San Francesco di Paola ai Monti                                | 1967          | Vacance                                                      | Église San Francesco di Paola                          |
| San Francesco Saverio alla Garbatella                          | 2001          | Franc Rodé (titre presbytéral "pro hac vice")                | Église San Francesco Saverio alla Garbatella           |
| San Giorgio in Velabro                                         | 590           | Gianfranco Ravasi                                            | Église San Giorgio in Velabro                          |
| San Giovanni Bosco in via Tuscolana                            | 1965          | Robert Sarah                                                 | Basilique San Giovanni Bosco                           |
| San Giovanni della Pigna                                       | 1985          | Raffaele Farina (titre presbytéral "pro hac vice")           | Église San Giovanni della Pigna                        |
| San Girolamo della Carità                                      | 1965          | Vacance                                                      | Église San Girolamo della Carità                       |
| San Giuliano dei Fiamminghi                                    | 1994          | Walter Brandmüller                                           | Église San Giuliano dei Fiamminghi                     |
| San Giuliano Martire                                           | 2012          | Kevin Farrell                                                | Église San Giuliano Martire                            |
| San Giuseppe dei Falegnami                                     | 2012          | Francesco Coccopalmerio (titre presbytéral "pro hac vice")   | Église San Giuseppe dei Falegnami                      |
| San Giuseppe in via Trionfale                                  | 1967          | Emil Paul Tscherrig                                          | Basilique Saint-Joseph du quartier Trionfale           |
| Sant'Ignazio di Loyola a Campo Marzio                          | 1991          | Luis Ladaria Ferrer                                          | Église Saint-Ignace-de-Loyola de Rome                  |
| San Lino                                                       | 2007          | Giovanni Angelo Becciu                                       | Église San Lino                                        |
| San Lorenzo in Piscibus                                        | 2007          | Vacance                                                      | Église San Lorenzo in Piscibus                         |
| Santa Lucia del Gonfalone                                      | 2003          | Aquilino Bocos Merino                                        | Église Santa Lucia del Gonfalone                       |
| Santa Maria Ausiliatrice in via Tuscolana                      | 1967          | Ángel Fernández Artime                                       | Basilique Santa Maria Ausiliatrice                     |
| Santa Maria del Divino Amore a Castel di Leva                  | 2020          | Enrico Feroci                                                | Sanctuaire della Madonna del Divino Amore              |
| Santa Maria della Mercede e Sant'Adriano a Villa Albani        | 1967          | Fernando Vérgez Alzaga                                       | Église Santa Maria della Mercede e Sant'Adriano        |
| Santa Maria della Scala                                        | 1664          | Ernest Simoni                                                | Église Santa Maria della Scala                         |
| Santa Maria delle Grazie alle Fornaci fuori Porta Cavalleggeri | 1985          | Mario Zenari                                                 | Église Santa Maria delle Grazie alle Fornaci           |
| Santa Maria Goretti                                            | 2012          | Agostino Marchetto                                           | Église Santa Maria Goretti                             |
| Santa Maria Immacolata all'Esquilino                           | 2018          | Konrad Krajewski                                             | Église Santa Maria Immacolata all'Esquilino            |
| Santa Maria in Aquiro                                          | 678           | Vacance                                                      | Église Santa Maria in Aquiro                           |
| Santa Maria in Cosmedin                                        | 600           | Vacance                                                      | Basilique Santa Maria in Cosmedin                      |
| Santa Maria in Domnica                                         | 678           | Marcello Semeraro                                            | Basilique Santa Maria in Domnica                       |
| Santa Maria in Portico Campitelli                              | 1662          | Michael Louis Fitzgerald                                     | Église Santa Maria in Campitelli                       |
| Santa Maria in Via Lata                                        | 250           | Fortunato Frezza                                             | Église Santa Maria in Via Lata                         |
| Santa Maria Liberatrice a Monte Testaccio                      | 1965          | Giovanni Lajolo (titre presbytéral "pro hac vice")           | Église Santa Maria Liberatrice                         |
| Santa Maria Odigitria dei Siciliani                            | 1973          | Paolo Romeo (titre presbytéral "pro hac vice")               | Église Santa Maria Odigitria dei Siciliani             |
| Santa Monica                                                   | 2023          | Vacance                                                      | Église Santa Monica (it)                               |
| San Michele Arcangelo                                          | 1965          | Michael Czerny                                               | Église San Michele Arcangelo a Pietralata              |
| San Nicola in Carcere                                          | 731           | Silvano Tomasi                                               | Basilique San Nicola in Carcere                        |
| Santissimo Nome di Gesù                                        | 1965          | Gianfranco Ghirlanda                                         | Église du Gesù                                         |
| Santissimo Nome di Maria al Foro Traiano                       | 1969          | Mauro Gambetti                                               | Église Santissimo Nome di Maria al Foro Traiano        |
| Santissimi Nomi di Gesù e Maria in Via Lata                    | 1967          | Timothy Radcliffe                                            | Église Gesù e Maria                                    |
| San Paolo alla Regola                                          | 1946          | Francesco Monterisi                                          | Église San Paolo alla Regola                           |
| San Paolo alla Tre Fontane                                     | 2010          | Mauro Piacenza                                               |                                                        |
| San Pier Damiani ai Monti di San Paolo                         | 1973          | Agostino Vallini (titre presbytéral "pro hac vice")          | Église di San Pier Damiani                             |
| San Pio V a Villa Carpegna                                     | 1973          | James Michael Harvey (titre presbytéral "pro hac vice")      | Église San Pio V                                       |
| San Ponziano                                                   | 2007          | Santos Abril y Castelló (titre presbytéral "pro hac vice")   | Église San Ponziano                                    |
| San Saba                                                       | 1959          | Arthur Roche                                                 | Basilique San Saba                                     |
| San Salvatore in Lauro                                         | 2007          | Angelo Comastri (titre presbytéral "pro hac vice")           | Église San Salvatore in Lauro                          |
| San Sebastiano al Palatino                                     | 1973          | Edwin O'Brien (titre presbytéral "pro hac vice")             | Église San Sebastiano al Palatino                      |
| Santo Spirito in Sassia                                        | 1991          | Dominique Mamberti                                           | Église Santo Spirito in Sassia                         |
| Santi Urbano e Lorenzo a Prima Porta                           | 1994          | Víctor Manuel Fernández                                      | Église Santi Urbano e Lorenzo                          |
| Santi Vito, Modesto e Crescenzia                               | XIIe siècle ? | Giuseppe Bertello (titre presbytéral "pro hac vice")         | Église Santi Vito e Modesto                            |

## Titres cardinalices supprimés

### Paroisses supprimées
| Titre                              | Création | Suppression | Notes                                                                                                   |
| ---------------------------------- | -------- | ----------- | --- |
| Sant'Agnese in Agone               | 1517     | 1654        | Transférée à Sant'Agnese fuori le mura                                                                  |
| Sant'Apollinare                    | 1517     | 1587        | Rétablie en diaconie en 1929                                                                            |
| Santa Barbara (it)                 | 1551     | 1587        | |
| San Biagio dell'Anello             | 1567     | 1616        | Substituée par San Carlo ai Catinari, restaurée en diaconie de Santi Biagio e Carlo ai Catinari en 1959 |
| San Caio (it)                      | ~112     | 600         | L'un des 25 titres originels                                                                            |
| San Carlo ai Catinari              | 1616     | 1627        | Substituée par San Carlo al Corso                                                                       |
| San Carlo al Corso                 | 1627     | 1639        | Recréée en 1967 sous le titre Santi Ambrogio e Carlo                                                    |
| San Cesareo in Palatio             | 1517     | 1587        | Recréée en 1600 comme diaconie, toujours attribuée                                                      |
| San Ciriaco alle Terme             | av. 499  | 1587        | Substituée par Santi Quirico e Giulitta                                                                 |
| Santa Crescenziana (it)            | 499      | 600         | Substituée par Santa Balbina                                                                            |
| Santa Emiliana (it)                | 112      | 600         | |
| Sant'Eufemia (it)                  | 1566     | 1587        | |
| San Matteo in Via Merulana         | 112 1517 | 600 1801    | Créée et supprimée deux fois Transférée à Santa Maria della Vittoria                                    |
| San Nicola fra le Immagini         | 1477     | 1587        | |
| San Nicomede in Via Nomentana (it) | 499      | 600         | |
| San Salvatore in Lauro             | 1587     | 1670        | Rétablie en diaconie en 2007                                                                            |
| San Simeone Profeta                | 1551     | 1587        | |
| San Tommaso in Parione             | 1517     | 1937        | Transférée à Santa Maria in Vallicella                                                                  |
| San Trifone                        | 1566     | 1587        | |
| Tigridae (it)                      | 112      | 590         | |

### Diaconies supprimées
| Titre                           | Création | Suppression | Notes                                                                         |
| ------------------------------- | -------- | ----------- | ----------------------------------------------------------------------------- |
| Sant'Adriano al Foro            | ~734     | 1946        | Transférée dans la diaconie de San Paolo alla Regola                          |
| Santa Lucia in Septisolio       |          | 1587        | L'une des sept diaconies originelles                                          |
| Santa Lucia in Silice           |          | 1587        | L'une des sept diaconies originelles                                          |
| Santa Maria ad Martyres         | 1725     | 1929        | Transférée dans la diaconie Sant'Apollinare alle Terme Neroniane-Alessandrine |
| Santa Maria in Portico Octaviae | 590      | 1662        | Transférée à Santa Maria in Portico Campitelli                                |
| Santa Maria Nuova               | 590      | 1661        | Recréée en 1887 et toujours attribuée                                         |
| Santi Sergio e Bacco            | 678      | 1587        |                                                                               |